# チャイニーズ・リポジトリ
『チャイニーズ・リポジトリ』（英：The Chinese Repository ）は、1832年5月から1851年にかけて清の広東で発行されていた英文の雑誌。日本では、『支那叢報』（しなそうほう）とも『中国叢報』（ちゅうごくそうほう）とも呼ばれることがある。

## 概要
本誌は、アジア地域で活動するプロテスタント宣教師に向けて、中国の歴史や文化、時事、各種文献を知らしめることを目的として、発行された。世界最初の本格的な中国学の雑誌であり、中国行きを任命された最初のアメリカ人プロテスタント宣教師であるイライジャ・コールマン・ブリッジマンが発案したものだった。本誌では、中国に関する記事以外にも、日本、朝鮮、東南アジア、南アジアに関するものも多く掲載した。重要論説、報告、書評などは「Articles」や「Reviews」の欄に掲載し、大型の活字を用いた。
刊行開始は1832年5月からで、広東でごく小さな月刊誌として創刊された。1835年12月、ブリッジマンと共に発行に携わっていたサミュエル・ウェルズ・ウィリアムズが危険な状態になった現地からマカオへ退避したため、本誌の印刷もマカオで行うようになった。ブリッジマンは、1847年に上海へ向かうまで編集長を務めたが、記事の寄稿はその後も続けた。後任は、1848年9月までは、ジェームズ・グレンジャー・ブリッジマン（James Granger Bridgman ）が務め、その後は、サミュエル・ウェルズ・ウィリアムズが引き継いだ。
本誌は、1851年12月に発行を停止した。最終号では、168ページに及ぶ総索引が付加された。印刷部数は全部で21,000冊といわれているが、そのうちの6,500冊は、1856年12月に広東で発生した火災で焼失したとされている。